# Henri Le Fauconnier
Henri Victor Gabriel Le Fauconnier (Hesdin, 5 de juliol de 1881 – París, 25 de desembre de 1946) va ser un pintor cubista francès de segle xx. Després d'haver estudiat dret a París, Le Fauconnier va estudiar pintura al taller de Jean-Paul Laurens, abans d'incorporar-se l'Académie Julian. El 1904 va exposar al Salon des Indépendants, una exposició d'art que és presentada anualment a París des de 1884. A l'exposició, al costat de Henri Matisse, va dur a terme l'aplicació de colors cridaners en línia. El 1907, Le Fauconnier es va traslladar a Bretanya i va pintar els paisatges rocosos de Ploumanac'h, caracteritzats per tons escarmentats de marró i verd amb vores gruixuts que delimiten les formes simplificades. Le Fauconnier va tenir un estil personal en el qual va incorporar retrats o nus, com el de Pierre Jean Jouve el 1909 (París, Museu Nacional d'Art Modern). De tornada a París, Le Fauconnier barreja l'art i la literari recopilat del restaurant La Closerie des Lilas, a Montparnasse, per Paul Fort.

## Obres
- Les Montagnards attaqués par des ours, Escola de Disseny de Rhode Island
- Femme nue dans un intérieur, Museu de Belles Arts de Lyon
- Vieille femme, Palais des Beaux-Arts de Lille
- L'Église de Grosrouvre, Museu de Belles Arts de Lyon
- L'Enfant breton, Museu de Belles Arts de Lyon
- Nature morte aux fleurs, Museu Departamental d'Oise
- Paysage, Museu de Belles Arts de Lyon
- Portrait de vieille femme, Museu de Belles Arts de Lyon
- Maisons dans les rochers à Ploumanac'h, Museu de Belles Arts de Brest